# Бее
Бѐе (на италиански: Bee, на местен диалект: Bèe, Бее, на пиемонтски: Be, Бе) е село и община в Северна Италия, провинция Вербано-Кузио-Осола, регион Пиемонт. Разположено е на 591 m надморска височина. Населението на общината е 739 души (към 2011 г.).